# 四棵河
四棵河是中华人民共和国新疆维吾尔自治区的一条河流，位于塔里木盆地，该河全长61千米，集水面积约921平方千米，年均径流量约为2.89亿立方米。根据吉勒德水文站测定，该河夏季富水期径流量占全年的63.5%，春季枯水期径流量占全年的7.5%。